# Anna Stephanie
Anna Stephanie, född 1751, död 1802, var en österrikisk skådespelare. Hon var engagerad vid Burgtheater i Wien 1771-1802, där hon gjorde sig känd för sina roller som hjältinnor i tragedier, och därefter som äldre koketta kvinnor. Bland hennes roller nämns Minna i „Minna von Barnhelm“, Marie i „Deutschen Hausvater“, och Orsina i Lessings „Emilie Galotti“. Hon gifte sig med kollegan Gottfried Stephanie. 